# Dunky Wright
Dunky Wright (eigentlich Duncan MacLeod Wright; * 22. September 1896 in Glasgow; † 21. August 1976 ebenda) war ein britischer Marathonläufer.
1923 gewann er bei seinem Debüt einen von den Aberdeenshire Harriers ausgerichteten Marathon in 3:13:13 h. 1924 siegte er beim Polytechnic Marathon in 2:53:18 h und qualifizierte sich damit für die Olympischen Spiele in Paris, bei deren Marathon er jedoch nicht das Ziel erreichte. Einen Monat später gewann er den Sporting Chronicle Marathon in 2:36:25 h, wobei die Strecke ca. 500 m zu kurz war.
1925 wurde er Dritter beim Polytechnic in 2:42:29 und verteidigte seinen Titel beim Sporting Chronicle, bei dem er 1926 Zweiter wurde.
1928 wurde er nach einem zweiten Platz bei der Englischen Meisterschaft in 2:38:09 h ins Aufgebot für die Olympischen Spiele in Amsterdam berufen und kam dort auf den 20. Platz. 1930 wurde er in 2:38:30 Englischer Meister und siegte für Schottland startend bei den British Empire Games in Hamilton. 1931 verteidigte er seinen Englischen Meistertitel.
Im Jahr darauf wurde er in 2:34:34 Englischer Vizemeister. Bei den Olympischen Spielen 1932 in Los Angeles kam er mit seiner persönlichen Bestzeit von 2:32:41 auf den vierten Platz. 1934 gewann er zum zweiten Mal den Polytechnic und holte bei den British Empire Games in London die Bronzemedaille. 1935 wurde er Zweiter und 1936 Dritter beim Polytechnic, 1937 Neunter bei der Englischen Meisterschaft.
1946 wurde er im Alter von knapp 50 Jahren Schottischer Vizemeister und Fünfter bei der Englischen Meisterschaft.